# 가가국민참여신당
가가국민참여신당(家家國民參與新黨)은 대한민국의 극우 정당이다.

## 역사
2015년 11월 17일에 창당되었다. 창당 당시에는 애국당(愛國黨)이라는 이름을 사용했다. 2016년 2월에는 정당이 지향하는 목표인 종북 척결, 자유 통일에 대한 의지를 명확히 하는 한편 더 큰 대한민국, 통일 한국의 비전을 당명에 반영하기 위해 당명을 통일한국당으로 변경했다.
2017년 4월 13일에는 안홍준이 당 대표로 취임했지만 4월 28일에 자유한국당으로 복당했다. 4월 14일에는 남재준 전 국가정보원장을 통일한국당 대선후보로 추대하였다. 그렇지만 남재준 후보는 4월 29일에 자유한국당의 홍준표 후보를 지지한다는 의사를 밝히면서 사퇴했다. 5월 3일에는 최인식이 당 대표로 복귀했다.
2018년 12월 20일에는 당명을 통일한국당에서 국민참여신당으로 변경하였다.

## 성향
반공주의, 국가주의 성향의 군소 극우 성향의 정당이다. 이들은 새누리당(현재의 자유한국당)을 "부정부패한 기회주의 정당이며, 보수라는 껍데기를 쓴 정당"이라고 비판하였다. 또한 새누리당은 "집나간 애인"과 같으며, 우익도, 보수주의도 아닌 기회주의라고 주장하였고 "믿었던 애인이 배신한 것을 알았다면, 애국당 창당에 나서야 합니다."라고 입당 권유문에서 밝혔다. 또한 이들은, 새정치민주연합을 전체주의와 손잡은 종북주의 세력이라고 비판하였다. 이들은 주로 박정희 전 대통령과 옛 민주공화당을 찬양하며, 동성애 혐오, 이슬람교를 혐오하며, 기독교 보수주의적 성향을 표방하며, 스스로 친서민 성향을 표방한다고 주장, 현 대한민국의 정치가 "부패 정치" 라고 주장한다. 또한, 이들은 종북주의와 부패 타파를 주장하며, 2016년 대한민국 총선에 출마할 것이라고 선언하였다.
이들은 태극기를 자당의 상징으로 지정하였다. 또, 이들의 특징 중 하나는 지만원, 전원책, 조갑제, 변희재 등 우익 ~ 극우 논객의 주장을 자주 이용한다는 것이다.

### 동성애 혐오와마르크스주의혐오
이들은 동성애를 혐오하며, 동성애는 선천적인 것이 아닌, 후천적인 질병이라고 공표하였다. 또한, 이들은 동성애 문제가 마르크스주의 사상 때문이라고 비판하였다.

### 이슬람교혐오
이들은 또한 이슬람교를 혐오하는 주장을 내세웠는데, 대표적으로 무슬림과 결혼하여 강제개종 피해를 당했다는 여성을 증인으로 삼았다.

### 박정희찬양
이들은 여러 면에서 박정희 전 대통령을 찬양하고 지지하였는데, 이들은 "한일 협정과 박정희, 문서 공개할수록 박정희는 빛난다" 며 좌파의 주장을 비판하였고 박정희를 찬양하였다.

### 광주 민주화 운동에 대한 폭동 주장
이들은 광주 민주화 운동을 조선민주주의인민공화국의 단체에서 조장한 폭동이라고 주장하였으며, 민주화 운동을 부정하였다. 또한, 이들은 광주 민주화 운동을 민주화 운동으로 판결, 지정한 것이 부당한 재판이라고 주장하였다.

### 한국사 교과서 국정화에 대한 찬성
이들은 한국사 교과서 국정화를 지지하였으며, 여러 칼럼과 뉴스기사 인용 등을 통해 지지의사를 밝혔다.
또한 이들은, 광복절에 광화문 동아일보 본사 앞에서 입당원서 받기 캠페인을 벌였기도 하였다.

## 6가지 실천 강령
애국당은 다음과 같은 6가지의 실천 강령을 발표하였다.
1. 종북 척결 및 국가 안보 강화
2. 부패정치 개혁
3. 경제 및 사회 부조리 타파
4. 법질서 확립
5. 무너져 내리는 중산층과 서민의 고통에 대한 합리적인 대안 강구 (빈곤층, 청년실업, 비정규직, 노년빈곤 등)
6. 단정하고 차분한 생활문화 조성

또한 이들은, 당 강령에서 대한민국의 보수주의가 여태까지 지니고 있었던 수구파적 기질을 타파하고, 개혁적 보수주의를 인용하며, 자유민주주의와 시장 경제를 옹호하며, 법치주의, 영국의 보수주의자 에드먼드 버크의 점진적 개혁 성향을 언급하였다.

## 역사

### 창당준비위원회
아래 내용은 애국당 공식 창당 전, 2015년 5월에 결성된 창당준비위원회 당시의 주요 지도자들에 대한 명단이다.

#### 국민참여신당
- 박성태 (창당준비위원회 위원장, 한국시민단체협의회집행위원장)
- 강국희 (농학박사, 성균관대학교 생명공학부 명예교수)
- 김병관 (전 서울시향군회장)
- 김성민 (자유북한방송 대표)
- 박명규 (법학박사, 전 MBC 아카데미 사장)
- 배종면 (의학박사, 제주대학교 의학전문대학원 교수)
- 이법철 (스님, 대한민국지키기불교도총연합 상임지도법사, 전 불교신문 편집국장)
- 정계섭 (일반언어학 박사, 전 덕성여자대학교 교수)

#### 상임위원
- 권병찬 (시인, 작가, 기자)
- 권오규 (KBS 탤런트, 성극단 토브 대표)
- 김갑진 (부동산개발전문가)
- 김대일 (전 남광전업사 대표, 전 남광건설 대표)
- 김원영 (원광대 RIC 상임고문)
- 김정식 (농촌경제살리기 국민운동본부 회장)
- 김종갑 (세계 3.1운동 평화재단 총재)
- 김형좌 (국민통합운동본부 본부장)
- 김희수 (세명화랑 대표)
- 남병국 (한국수필문학가협회 이사)
- 남형달 (아셈미디어 대표)
- 문대식 (전 보훈미망인회 사무국장)
- 서정상 (내셔날 로지스틱스 대표)
- 성팔경 (전 국민은행 지점장)
- 신종대 (코모리소스 대표)
- 우성봉 (건축사)
- 윤영국 (목사)
- 이정국 (한국청소년본부 부본부장)
- 이종수 (대한민국 6.25 참전 유공자)
- 이평소 (전국기독인연합회 회장)
- 이협길 (전 세계군인복싱미들급챔피언)
- 정동주 (클린성장국민연합 대표)
- 정성환 (대한민국수호국민연합 조직국장)
- 정판기 (공익민주연맹 회장)
- 조대용 (독도지킴이 대표)
- 홍익표 (진리의 성읍회 회장, 100주년기념교회 장로)

## 주요 선거 결과

### 대통령 선거
| 연도   | 선거 | 후보자 | 득표 | 득표율      | 결과 | 당락 |
| ------ | ---- | ------ | ---- | ----------- | ---- | ---- |
| 2017년 | 19대 | 남재준 | -    | \| \| 0% \| | -    | 사퇴 |
|        | 0%   |        |      |             |      |      |

### 국회의원 선거
|  | 0% |

|  | 0.05% |

|  | 0% |

|  | 0% |

|  | 0.03% |

|  | 0% |

## 같이 보기
- 새누리당 (2017년)